# Операція «Опера»
33°12′12″ пн. ш. 44°31′07″ сх. д. / 33.203333333333° пн. ш. 44.518611111111° сх. д.
Операція «Опера» (також відома як операція «Вавилон») — військова операція, проведена ВПС Ізраїлю для знищення ядерного реактора французького виробництва «Осірак» на території Іраку в червні 1981 року
В кінці 1970-х Ірак закупив у Франції ядерний реактор класу «Осіріс». Згідно з даними ізраїльської розвідки, реактор призначався для виробництва плутонію і потрібно було провести операцію, поки реактор не буде заповнений ядерним паливом, літо 1981 року було останнім терміном.
Оскільки дипломатичні зусилля Ізраїлю, що ставили за мету переконати Францію припинити допомогу Іраку в ядерній модернізації, не принесли результатів, уряд Менахема Бегіна ухвалив рішення про військову операцію.
7 червня 1981 група ізраїльських винищувачів F-16A з ескортом з F-15A завдала удар по іракському реактору «Осірак», серйозно пошкодивши його.